# Anna Malvina Svennung
Anna Malvina Svennung, född 1984, är olympier samt både nordisk och svensk mästare i rodd. 
År 2011 blev hon nordisk mästare i fyrskuller tillsammans med Veronika Karlsson, Carin Andersson och Charlotte Andersson och tog även silver i dubbelskuller med Charlotte Andersson. 
2013 blev hon svensk mästare på roddmaskin. Tävlingen avgjordes i Falun, januari 2013, som en del i SM-veckan 2013 (vinter).  Samma år blev hon svensk mästare i singeskuller och tog även SM-brons i dubbelskuller, tillsammans med Britta Pivac.
2015 blev hon nordisk mästare i singelskuller. Samma år kom hon på sjunde plats i VM i D'Aiguebellete, Frankrike.
2016 blev hon nominerad och uttagen att representera Sverige i singelsculler på de olympiska spelen i Rio de Janeiro .

### Fotnoter
1. ↑  ”Arkiverade kopian”. Arkiverad från originalet den 22 september 2013. https://web.archive.org/web/20130922205033/http://www.rf.se/Arbetsrum/SM-veckanvinter/Nyheter/OS-hjalteimaskinpaSM-veckan/. Läst 14 september 2013.
2. ↑  ”SM 2013 Resultat” ( PDF). Svenska Roddförbundet. Arkiverad från originalet den 28 september 2020. https://web.archive.org/web/20200928192919/https://www.rodd.se/globalassets/svenska-roddforbundet-regatta/dokument/resultat/2013/sm-2013-resultat.pdf?w=900&h=900. Läst 8 november 2021.
3. ↑  ”31 maj - nya uttagningar till Rio 2016”. sok.se. http://sok.se/pressmeddelanden/2016-05-31-31-maj---nya-uttagningar-till-rio-2016.html. Läst 14 juli 2016.